# Nadja Vananroye
Nadja Vananroye (Sint-Truiden,15 augustus 1973) is een Belgisch voormalig politica voor CD&V.

## Levensloop
Nadja Vananroye behaalde haar diploma middelbaar onderwijs aan het Amandina College van Herk-de-Stad. Daarna studeerde zij maatschappelijk werk aan de Sociale Hogeschool in Heverlee, vervolgens 'management in de sociale economie' aan de Universiteit Antwerpen. In 1996 werd ze vrijwillig medewerkster bij de beginnende sociale onderneming voor oppas, poets- en huishoudhulp vzw Integratie Senioren in de Samenleving (ISIS). Ze groeide er door tot sociaal stafmedewerker en, vanaf 1998, algemeen directeur. In 2008 wordt Vananroye voor haar werk bij ISIS verkozen tot beste Belgische manager in de sociale-economiesector. In 2011 werd ISIS omgedoopt tot IN-Z. Met meer dan 1.200 werknemers is de sociale onderneming vandaag actief in de provincies Limburg, Antwerpen en Vlaams-Brabant. Vananroye blijft tot februari 2016 actief als directeur van IN-Z.
Bij de gemeenteraadsverkiezingen van 2006 was Nadja Vananroye kandidaat op de CD&V-kieslijst te Hasselt. Ze werd verkozen en zetelde van 2007 tot 2010 als OCMW-raadslid. In dat laatste jaar stapte ze over naar de Hasseltse gemeenteraad. In 2008 werd ze ook voorzitter van ACW Limburg, het huidige beweging.net, een functie die ze tot 2013 uitoefende.
Bij de gemeenteraadsverkiezingen van 2012 werd Vananroye opnieuw verkozen. Ze wordt aangesteld als OCMW-voorzitter en schepen van welzijn, gezin en senioren van Hasselt. In 2014 wordt ze bovendien aangesteld als voorzitter van de Raad van Bestuur van het Jessa Ziekenhuis in Hasselt, een functie die ze tot in september 2016 uitoefent. Op 8 september 2016 werd bekend dat Vananroye burgemeester van Hasselt werd, in opvolging van Hilde Claes (Helemaal Hasselt), die na kritiek binnen de coalitie ontslag nam. Op 5 november legde zij de eed af.
Na de verkiezingen van 2018 belandde CD&V in de oppositie. Vananroye werd als burgemeester opgevolgd door Steven Vandeput (N-VA). Ze besloot echter niet te zetelen als Hasselts gemeenteraadslid en kondigde haar vertrek uit de politiek aan in december 2018. Vervolgens werd ze directeur bij het Wit-Gele Kruis.
Nadja Vananroye is gehuwd en heeft één zoon.